# ميهالي بيلاش
ميهالي بيلاش هو مؤرخ مجري، ولد في 1948.